# Melchor Portocarrero
Dom Melchor Portocarrero y Lasso de la Vega, terceiro Conde de Monclova (Madrid, Espanha, 1636 – Lima, Peru, 15 de setembro de 1705) foi vice-rei da Nova Espanha de 30 de novembro de 1686 até 19 de novembro de 1688 e vice-rei do Peru de agosto de 1689 até 1705.

## Carreira militar
Tenente-general de cavalaria, Portocarrero y Lasso de la Vega destacou-se em campanhas com João José de Áustria, na Sicília, Flandres, Catalunha e Portugal. Ele participou dos cercos de Arrás, Condé e de Saint Guillaume. Perdeu o braço direito na Batalha de Dunes em Dunquerque, em junho de 1658. Ele tinha uma prótese feita de prata, e seus soldados o apelidaram de Brazo de Plata (braço de prata).

## Vice-rei da Nova Espanha
Ele foi nomeado vice-rei da Nova Espanha em 17 de abril de 1686 pelo rei Carlos II de Espanha. Ao chegar em Veracruz, ficou lá alguns dias, para estar ciente de bases francesas no Golfo do México. França e Espanha estavam em guerra. Deu ordens para dois bergantins bem armados velejarem pela costa estadunidense à procura de uma colônia francesa. A missão, porém, não conseguiu ir para o norte.
Chegou em Chapultepec em 5 de novembro de 1688 e fez o juramento de posse no dia 16 do mesmo mês. Sua entrada formal na Cidade do México ocorreu em 30 de novembro de 1688 e seu mandato é datado do mesmo dia.
No mês seguinte, três piratas ingleses chegaram à cidade sob forte vigilância. Eles haviam sido presos na Laguna de Términos, afirmando que tinham sido parte de um grupo de 100 ingleses que chegou sete meses antes para cortar madeiras para serem enviadas para a Jamaica. O vice-rei tomou providências para expulsá-los.
Os dois bergantins retornaram, trazendo a notícia de que tinham encontrado alguns pequenos navios e um forte em construção na baía de San Bernardo, no Texas, mas que seus construtores tinham sido mortos pelos índios.
Ordenou a construção de um outro aqueduto para a Cidade do México. Este aqueduto corria de Alberca Chica de Chapultepec, no sopé da colina, ao longo das avenidas de Tacubaya e Arcos de Belén até um ponto da cidade que recebeu o nome de El Salto del Agua. Esta obra, de 3.908 metros de comprimento com 904 arcos de alvenaria, foi finalmente concluída em 1779, durante a vigência do vice-rei Antonio María de Bucareli y Ursúa. Portocarrero arcou do próprio bolso o custo da obra.
Temendo a presença dos franceses em San Bernardo e Espíritu Santo, Portocarrero acelerou a pacificação da província de Nueva Extremadura de Coahuila e nomeou o capitão Alonso de León seu governador. Em 12 de agosto de 1689, de León fundou a cidade de Santiago de la Monclova, recebendo o nome do vice-rei. 150 famílias foram estabelecidas lá, incluindo 270 homens bem armados para repelir eventuais incursões dos franceses. O vice-rei também ordenou a reparação ou a construção de outros fortes mais ao norte, todos em comunicação uns com os outros.
Também ordenou o aumento da vigilância ao longo da costa do Golfo, perto de Tampico, para se proteger contra as forças de René Robert Cavelier de La Salle, saqueador de Fort St. Louis in Matagorda (Texas). Expulsou todos os padres estrangeiros sem licença para pregar na colônia.

## Vice-rei do Peru
Portocarrero foi nomeado vice-rei do Peru em 3 de maio de 1688, último vice-rei da Nova Espanha a ser transferido para lá. Ele entregou o governo ao seu sucessor, Gaspar de la Cerda Sandoval Silva y Mendoza em 19 de novembro de 1688, mas, devido à falta de transporte, não partiu até o ano seguinte. Em 11 de maio de 1689, partiu do porto de Acapulco. Morreu em Lima em 1705.